# Podostemum saldanhanum
Podostemum saldanhanum là một loài thực vật có hoa trong họ Podostemaceae. Loài này được (Warm.) C. Philbrick & Novelo mô tả khoa học đầu tiên năm 2004.